# デス・コネクション オリジナルサウンドトラック
「デス・コネクション オリジナルサウンドトラック」（Death Connection Original Sound Track）は、PS2専用ゲームソフト『デス・コネクション』のサウンドトラックである。2010年3月3日にアルドゥールより発売された。

## 概要
全曲にHeinrich Von Ofterdingenが作曲・演奏を手掛けている。BGM楽曲、主題歌や劇中歌のフルサイズで完全収録された。ブックレットは全歌曲英詞の対訳つき小冊子も収録している。
ゲーム使用音源にリマスター、リレコーディングなどの追加曲も施し、ジャケットイラストは原画・キャラクターデザインを担当の桐矢隆による描きおろし。

## 曲目リスト
1. Death Connection
2. BREAKTHROUGH
3. One Handful 1000 Money
4. Vicious
5. Luciano
6. Nicole
7. Gloria
8. Joshua
9. Leonardo
10. Medicis
11. Jean
12. Amelia
13. Pick-Up
14. 雨上がりの街
15. 喜劇
16. No-ise
17. Impatience
18. Long Distance
19. Death Connection MARK2
20. Revenge
21. Strategy
22. Call！
23. My Friend
24. Death
25. 涙を拭いて
26. Memories -in the rain-
27. I Miss You
28. xxxKISS
29. Church
30. Pray -Happy Christmas Time-
31. Anxious Eyes
32. Smoke
33. Gallery